# Just Imagine
Just Imagine (bra Fantasias de 1980) é um filme norte-americano de 1930, dos gêneros ficção científica e comédia fantástico-musical, dirigido por David Butler e estrelado por El Brendel e Maureen O'Sullivan.

## Produção

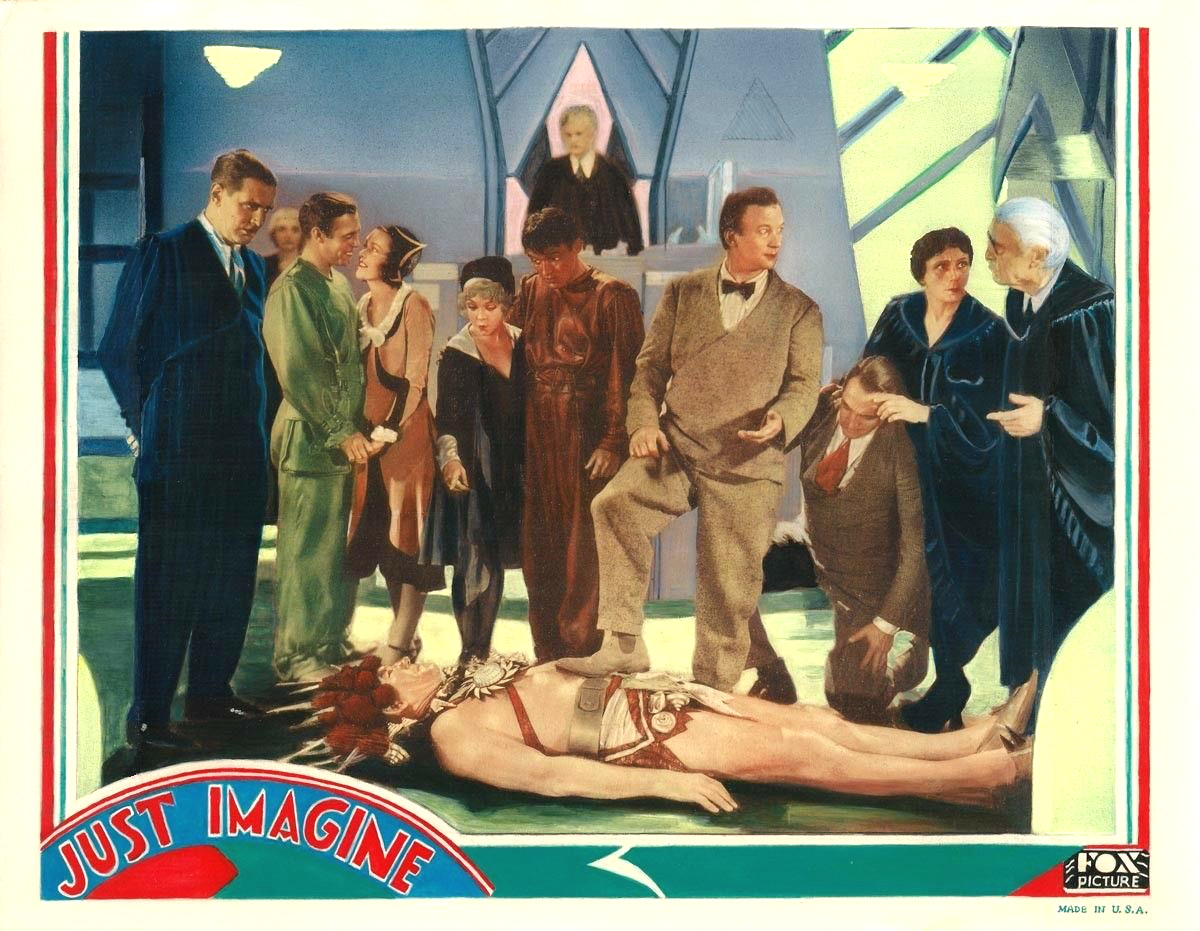
Lobby card com cena do filme.

O filme, realizado quando a técnica do cinema sonoro ainda não amadurecera, mistura o talento cômico de El Brendell com canções lúgubres e um vislumbre do que seria o mundo 50 anos depois. Segundo Leonard Maltin, os cenários futuristas, as piadas e os figurinos causaram uma enorme impressão nos espectadores da época, mas... não envelheceram bem.
Entretanto, a produção pode ser vista como um documento daqueles tempos, na medida em que brinca com o sexo, a proibição de venda de bebida alcoólica, a modernidade vivenciada no final da década anterior, o antissemitismo de Henry Ford etc.
Uma boa quantidade de tomadas e dos eficientes efeitos visuais foram reutilizados pelos seriados Flash Gordon (1936) e Flash Gordon Conquers the Universe (1940).

## Sinopse
Um sujeito, conhecido apenas por Single O, acorda e se vê na estranha Nova Iorque de 1980. As pessoas são conhecidas por letras e números, não por nomes; os casamentos têm de ser autorizados pelo governo; bebês nascem em tubos; inovações científicas incluem videofones e portas automáticas... Single O se apaixona pela jovem LN-18 e, para mostrar seu valor às autoridades, embarca em uma nave espacial com destino a Marte. Ao chegar, descobre que os marcianos são simples réplicas dos terráqueos.

## Premiações
| Patrocinador                                  | Prêmio     | Categoria              | Situação |
| --------------------------------------------- | ---------- | ---------------------- | -------- |
| Academia de Artes e Ciências Cinematográficas | Oscar 1931 | Melhor direção de arte | Indicado |

## Elenco
| Ator/Atriz         | Personagem       |
| ------------------ | ---------------- |
| El Brendel         | Single O         |
| Maureen O'Sullivan | LN-18            |
| John Garrick       | J-21             |
| Marjorie White     | D-6              |
| Frank Albertson    | RT-42            |
| Hobart Bosworth    | Z-4              |
| Kenneth Thomson    | MT-3             |
| Mischa Auer        | B-36             |
| Wifred Lucas       | X-10             |
| Ivan Linow         | Loko, Boko       |
| Joyzelle Joyner    | Loo Loo, Boo Boo |